# Notonyx
Notonyx is een geslacht van kreeftachtigen uit de klasse van de Malacostraca (hogere kreeftachtigen).

## Soorten
- Notonyx angulatus Naruse & Takeda, 2010
- Notonyx castroi Rahayu & Ng, 2010
- Notonyx falcatus Rahayu, 2011
- Notonyx gigacarcinicus Clark & Ng, 2006
- Notonyx guinotae Rahayu & Ng, 2010
- Notonyx kumi Naruse & Maenosono, 2009
- Notonyx latus Ng & Clark, 2008
- Notonyx musuppocenta Clark & Ng, 2011
- Notonyx nitidus A. Milne-Edwards, 1873
- Notonyx rayneri Ng & Clark, 2010
- Notonyx sagittifer Ng & Clark, 2010
- Notonyx vitreus Alcock, 1900